# 박명수의 라디오쇼
《박명수의 라디오쇼》는 KBS 쿨FM(수도권 FM 89.1MHz), KBS 해피FM(전국, 수도권 기준 FM 106.1MHz, AM 603kHz)에서 매일 오전 11시부터 낮 12시까지 방송 중인 라디오 프로그램이다. 단, 2025년 1월 1일 을사년 새해 첫날에 방송 10주년을 맞았다.

## 요일별 코너
- [월] : 직업의 섬세한 세계
- [화] : 모발 모발(Mobile) 퀴즈쇼 - with 김태진
- [수] : 스튜디오 혼쭐 파이터  - with 가비, 조나단 (2022년 1월 19일 ~ 현재)
- [목] : 성대모사 달인을 찾아라 (유튜브 채널 : https://www.youtube.com/gparkradio)
- [금] : 검색N차트  - with 전민기 (빅데이터 전문가)
- [토] : 11시 내고향
- [일] : 볼륨을 쪼~금 a little 높여요

## 지역 방송국 프로그램
※ KBS 전주 2라디오에서는 지역 자체 프로그램으로 방송·편성된다.
| 방송 채널        | 방송 권역      | 프로그램          | 진행자 |
| ---------------- | -------------- | ----------------- | ------ |
| KBS 전주 2라디오 | 전북특별자치도 | 김태은의 가요뱅크 | 김태은 |

## 지역별 주파수
- 수도권 - 89.1(쿨FM), 106.1(해피FM)
- 춘천 - 98.7
- 원주 - 100.5
- 강릉 - 102.1
- 속초 - 106.7
- 양양 - 103.9
- 대전/세종/충남 - 100.9, 89.5
- 충북 청주 - 90.9
- 부산/울산/경남 김해 - 97.1, 106.1
- 경남 창원 - 106.1
- 대구광역시 전지역/경북 경산/경북 구미/경북 칠곡/경북 성주/경북 고령/경북 영천/경북 청도 - 102.3
- 경북 김천 - 88.9
- 광주 - 95.5
- 광주/목포 - 95.5, 88.1
- 여수/순천/광양/고흥 - 100.9, 102.7
- 제주도 제주시/서귀포시 - 91.9, 89.7, 92.7